# Dignomus elongatior
Dignomus elongatior is een keversoort uit de familie klopkevers (Ptinidae). De wetenschappelijke naam van de soort werd in 1919 gepubliceerd door Maurice Pic.